# Pigne d’Arolla
Der Pigne d’Arolla (pigne bedeutet in Patois (Wallis) Spitze) ist ein 3787 m ü. M. hoher Berg in den Walliser Alpen in der Schweiz, nahe Arolla und der Grenze zu Italien.
Er wurde erstmals am 9. Juli 1865 von Adolphus Warburton Moore, Horace Walker und dem Bergführer Jakob Anderegg über die Westflanke bestiegen.
Eine einfache Besteigung (Schwierigkeiten L – "leicht" bis WS – "wenig schwierig" nach SAC-Berg- und Hochtourenskala) ist auf dem Normalweg über die Süd-Ost-Flanke von der Cabane des Vignettes am oberen Ende des Val d’Arolla (Gehzeit 2–3 Std. als Hochtour, 3 Std. als Skitour incl. Abfahrt) oder über die Westflanke von der Cabane des Dix am oberen Ende des Val d’Hérémence (Gehzeit 3–4 h als Hochtour, 4 Std. als Skitour incl. Abfahrt) möglich. Beide Cabanes (Berghütten) werden von der Sektion Monte Rosa des SAC betrieben.

Pigne d’Arolla auf der Landeskarte der Schweiz 1:50'000, Ausgabe 1968